# 徳島市沖洲小学校
徳島市沖洲小学校（とくしまし おきのすしょうがっこう）は、徳島県徳島市南沖洲2丁目にある公立小学校。

## 沿革
- 1875年（明治8年）5月 - 名東郡沖洲浦村字堤の内149番地に沖洲小学校として設立。
- 1894年（明治27年）4月 - 沖洲村字北屋敷62番地に移転。
- 1926年（大正15年）4月1日 - 沖洲村が徳島市に合併されたため、徳島市立沖洲尋常高等小学校と改称。
- 1934年（昭和9年）3月 - 沖洲町大堤東28番10号に校舎新築。
- 1947年（昭和22年）4月 - 徳島市沖洲小学校と改称。
- 1958年（昭和33年）4月 - 鉄筋2階建て校舎（旧北校舎）落成。
- 1964年（昭和39年）6月 - 体育館落成。
- 1972年（昭和47年）8月 - 鉄筋3階建て校舎（旧南校舎）落成。
- 1975年（昭和50年） - 創立100周年記念式典を行う。[要出典]
- 1985年（昭和60年）3月 - 西校舎とプール落成。
- 2001年（平成13年）
  - 7月 - 正門周辺を改装。
  - 8月 - 西校舎2階にコンピューター室を新設。
- 2016年（平成28年）
  - 1月 - 5階建て新校舎と3階建て体育館落成。
  - 6月 - 西校舎改築工事完了。
  - 8月 - 運動場整備工事完了。
- 2017年（平成29年）3月 - 運動場夜間照明施設新設工事完了。
- 2018年（平成30年）9月 - 全学級教室エアコン設置工事完了。
- 2021年（令和3年）3月 - GIGAスクール構想に基づき、児童一人一台のタブレット端末が設置される。

### この節の出典
- 沖洲小学校沿革（学校ホームページ内）

## 関連学校
- 徳島市沖洲幼稚園 - 進級前幼稚園
- 徳島市城東中学校 - 主な進学先中学校

## 通学区域が隣接している学校
- 徳島市津田小学校
- 徳島市福島小学校
- 徳島市城東小学校
- 徳島市川内南小学校

## 周辺
- 徳島県道38号沖ノ洲徳島本町線
  - 徳島南部自動車道徳島沖洲IC
- 徳島市役所沖洲支所
- 中央卸売市場
- 徳島港フェリーターミナル